# آبشار میچل
آبشار میچل (به انگلیسی: Mitchell Falls) آبشاری است که در کارولینای شمالی، ایالات متحده آمریکا واقع شده و ارتفاع کلی ریزشگاه آن ۲۵ فوت (۷٫۶ متر) است.